# Marija Dimowa
Marija Dimowa, po mężu Penewa, bułg. Мария Димова (Пенева), (ur. 12 kwietnia 1929) – bułgarska biegaczka narciarska, uczestniczka igrzysk w Cortina d’Ampezzo, pierwsza w historii Bułgarka startująca w zimowych igrzyskach olimpijskich, działaczka sportowa.
W 1956 roku uczestniczyła w rywalizacji olimpijskiej w Cortina d’Ampezzo. Została tym samym pierwszą kobietą, która reprezentowała Bułgarię w zimowych igrzyskach olimpijskich. Wzięła udział w jednej konkurencji w biegach narciarskich – w biegu na 10 km techniką klasyczną i zajęła w nim 34. miejsce w gronie 39 zawodniczek.
W 1964 roku została członkinią komitetu narciarstwa biegowego w Bułgarskim Związku Narciarskim.
Jej siostrą była Roza Dimowa – biegaczka narciarska, olimpijka ze Squaw Valley, Innsbrucka i Grenoble.